# 수박 (무술)
수박(手搏)이란 한반도 등에서 전래된 맨손 격투기의 명칭으로 한국의 전통 무술이다.

## 고전
고구려의 벽화에 기원을 구한다. 《고려사》, 《동사강목》, 《왕조실록》 등에 기록이 남아 있다. 태껸 (택견), 태권도의 전신이라고도 하는데 각 항목으로 섬세한 검증이 필요하다.
《고려사》에서는 충혜왕 3년 5월에 "왕이 상춘전에 나가 수박희를 구경하였다"고 기록되어 있다.
《동사강목》에는 왕이 직접 수박희를 하였다.  의민이 주목으로 기둥을 쳐서 서거래를 움직이고, 두경이 주먹이 벽에 파묻다. 《태종실록》에서 "의흠부에서 군사를 뽑는데  수박희를 시켜 세 사람을 이긴 자를 방패군으로 삽았다"고 한다.
무술인들이 한국의 맨손 격투기의 원형이라고 전하고 있다. 금강역사상(金剛力士像)에서도 관련지은 경우가 있다. 1777년~1880년의 기록인 《재물보》(才物譜)에서는 “卞 手搏爲卞  角力(씨름)卞 若 今之 택견”이라고 쓰여 있는 것을 보면 근세까지 맨손 경기를 세분화하는 인식이 일반적이지 않았었다고 볼 수 있다.

## 근대
무덕관(武德館) 관장인 황기(黄琦)가 1953년 당수도(唐手道)를 시도하고 대한 당수도 협회를 결성했다. 1960년 수박도(手搏道)로 개칭, 무예도보통지 바탕으로 개발하고 있었다. 1960년대부터 해외활동을 개시했다.
황기의 수박도는 수박이라는 명칭을 이용했으나 수박과는 관련이 없다. 그가 참고한 무예도보통지에 실린 권법은 중국 남권이다라는 말도 있지만 정확히는 구보 이전에 존재했던 수박을 편집하고 정리한 것이라는 기록이 있으며 후반 10개 기술들만이 중국 북권인 태조32장권에서 추출 되었다. 또한 수박은 조선상식풍속편의 '권악수지의 진퇴' 기록이나 역사적으로 기록 되어온 '수박은 이러한 이름들로 불리기도 한다'는 기록들의 권법, 권박, 타권 등의 기록들로 주먹을 쓰는 격투기다.